# Ouanaminthe
Ouanaminthe – miasto w Haiti, położone w departamencie Północno-Wschodnim. Liczy 96 515 mieszkańców (2009). Ośrodek przemysłowy. Miasto leży nad rzeką Dajabón, która stanowi naturalną granicę między Dominikaną a Haiti.